# Arriaga Antzokia
L'Arriaga Antzokia (en basc) o Teatro Arriaga (en castellà) és un edifici neobarroc de la fi del segle xx] de Bilbao, al País Basc, obra de l'arquitecte Joaquín de Rucoba. Està dedicat al compositor Juan Crisóstomo de Arriaga. Es va erigir el 1890, al mateix indret on s'aixecava el Teatro de la Villa.